# Netelia kashmirensis
Netelia kashmirensis là một loài tò vò trong họ Ichneumonidae.